# Yamasi

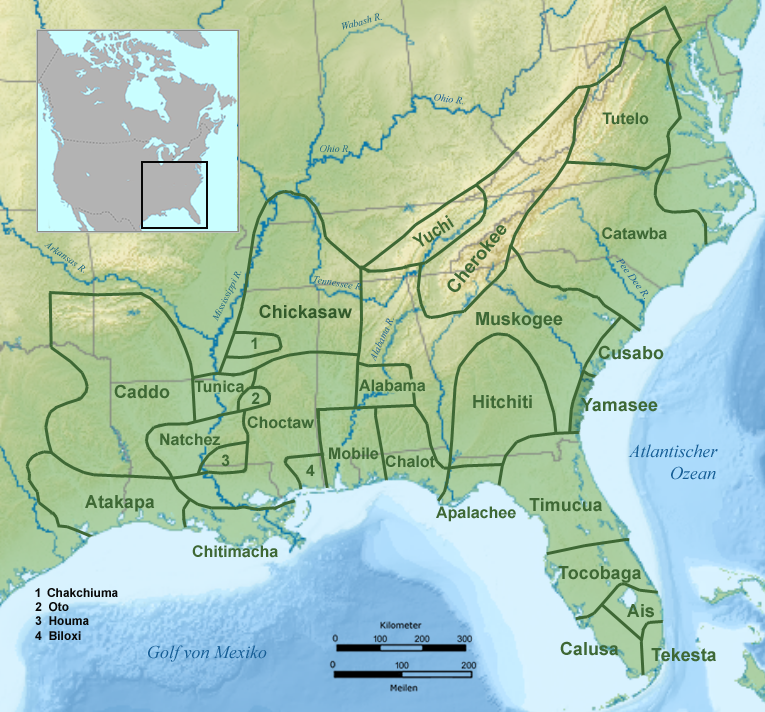
Territorio de los Yamasee durante el siglo XVII

Los yamasi (en inglés: Yamasee) eran una tribu amerindia que habitó en el territorio que hoy son los estados de Georgia y Florida en Estados Unidos.

## Cultura
De grupo lingüístico discutido, se la considera cercana al yuchi, a las lenguas muskogi o vagamente dentro del grupo hoka-sioux.
Vivían al sur de Georgia, entre el río Okmulgee y la ciudad de Savannah. Parece ser que su número no pasó nunca de los 2000 individuos. En 1715 solo quedaban 1200 y su lengua se extinguió en 1825. Su cultura era agrícola, muy parecida a la de los hitchiti, mikasuki, creek y choctaw, pueblos de las cercanías.

## Contactos
Contactaron con los blancos por primera vez en 1521, con la expedición de Ponce de León. No estuvieron libres de su influencia hasta el siglo XVII, cuando decidieron ir hacia San Agustín, Florida, y así se vieron involucrados en las guerras entre españoles e ingleses para dominar la región.
Aunque inicialmente ayudaron a los españoles, en 1687 se rebelaron contra ellos y permitieron a los ingleses que expulsaran a los españoles de las Carolinas, a cambio de un asentamiento en la zona, cuyo nombre no quedó registrado.
Protagonizaron de 1711 a 1715 la Guerra Yamasi contra los ingleses. El 15 de abril de 1715, mataron a noventa comerciantes blancos y sus familias, con el apoyo de todas las tribus de los alrededores, excepto los creek y cheroqui. Perdieron la guerra y fueron obligados a volver a Florida.
Al firmarse el Tratado de París de 1763, por el que se cedía a Inglaterra el territorio conocido como Florida, los yamasi establecidos en él se trasladaron a Cuba, al igual que la mayor parte de la población española y los negros asentados en el Fuerte Mose. Con la firma del Tratado de Versalles de 1783, la Florida fue recuperada por España y se produjo el retorno de los antiguos habitantes de la Florida, pero los yamasi prefirieron permanecer en Cuba.

## Desaparición
Seguramente desaparecieron como unidad cuando la banda Okhawala, junto con los Isty-seminole, formados por esclavos negros huidos, se integraron en la tribu seminola tras la guerra de 1835-1842.